# Céfalexine
La céfalexine est un antibiotique antibactérien de la famille des β-lactamines du groupe des céphalosporines de première génération.
La céfalexine a été mise au point en 1967,,. Elle a été commercialisée pour la première fois en 1969 et 1970 sous les noms de Keflex et Ceporex, entre autres. Des versions génériques sont disponibles sous d'autres noms commerciaux et sont peu coûteuses. Il figure sur la liste des médicaments essentiels de l'Organisation mondiale de la santé,. En 2020, il était le 101e médicament le plus prescrit aux États-Unis, avec plus de 7 millions d'ordonnances,. Au Canada, il était le cinquième antibiotique le plus utilisé en 2013. En Australie, il figure parmi les 15 médicaments les plus prescrits.

## Mécanisme d'action
Toutes les céphalosporines (antibiotiques β-lactamines) inhibent la production de la paroi cellulaire et sont des inhibiteurs sélectifs de la synthèse de peptidoglycanes. L'étape initiale consiste en la fixation de celle-ci à des récepteurs cellulaires appelés « protéines liant la pénicilline ». Une fois qu'un antibiotique β-lactamine s'est lié à ces récepteurs, la réaction de transpeptidation est inhibée et la synthèse des peptidoglycanes est bloquée. Il en résulte une lyse bactérienne.

## Sensibilité et résistance
Les concentrations critiques séparent les souches sensibles des souches de sensibilité intermédiaire et ces dernières, des résistantes : S ⇐ 8 mg/l et R > 32 mg/l.
Espèces généralement sensibles :
1. Aérobies à Gram + : Corynebacterium diphtheriae, Propionibacterium acnes, staphylococcus méti-S, streptococcus, Streptococcus pneumoniae ;
2. Aérobies à Gram - : Branhamella catarrhalis, Citrobacter koseri, Escherichia coli, klebsiella, Neisseria gonorrhoeae, pasteurella ;
3. Anaérobies : fusobacterium, prevotella.

Espèces modérément sensibles (in vitro de sensibilité intermédiaire) :
1. Aérobies à Gram - : Haemophilus influenzae, Proteus mirabilis ;
2. Anaérobies : Clostridium perfringens, peptostreptococcus.

Espèces résistantes :
1. Aérobies à Gram + : entérocoques, Listeria monocytogenes, staphylococcus méti-R ;
2. Aérobies à Gram - : acinetobacter, Citrobacter freundii, enterobacter, Morganella morganii, Proteus vulgaris, providencia, pseudomonas, serratia ;
3. Anaérobies : bacteroides, Clostridium difficile.

## Indications
La céfalexine est utilisée dans la prise en charge de :
- angines ;
- bronchites ;
- cystites ;
- otites moyennes aiguës ;
- pneumopathies ;
- sinusites.

## Effets indésirables
Comme pour tout médicament, la céfalexine présente des effets indésirables, dus à son mécanisme d'action et dont la survenue est plus ou moins fréquente ou grave :
- manifestations allergiques : éruptions cutanées, fièvre, choc anaphylactique, œdème de Quincke, prurit ano-génital (avec ou sans candidose), très exceptionnellement érythème polymorphe, syndrome de Stevens-Johnson, syndrome de Lyell ;
- manifestations hématologiques : éosinophilie, thrombopénie, leucopénie réversibles à l'arrêt du traitement, anémie hémolytique ;
- manifestations digestives : diarrhée, nausées, vomissements. Comme avec d'autres antibiotiques à large spectre, de rares cas de colite pseudomembraneuse ont été rapportés ;
- manifestations hépatiques : élévation transitoire des transaminases ASAT et ALAT, atteinte hépatique, ictère ;
- néphrotoxicité : comme avec d'autres céphalosporines, quelques rares cas de néphrite interstitielle réversible ont été signalés.

Comme pour tout antibiotique, un usage prolongé du médicament peut entraîner un phénomène de résistance des germes impliqués.

## Divers
La céfalexine fait partie de la liste des médicaments essentiels de l'Organisation mondiale de la santé (liste mise à jour en avril 2013).